# Улица Лихачёва (Саранск)
У́лица Лихачёва — улица в Октябрьском районе города Саранска. Идёт с востока на запад, от улицы Тани Бибиной до улицы Сущинского.
Улица возникла в начале 1960-х годов. Названа в честь советского государственного деятеля, одного из организаторов советской автомобильной промышленности Ивана Алексеевича Лихачёва.
Участок от улицы Тани Бибиной до улицы Косарева более старый, застроен пятиэтажными сборно-щитовыми домами с кирпичной обкладкой, в верхней части — от улицы Косарева до Сущинского — крупнопанельными пяти- и девятиэтажными домами. В 1974 году в верхней части улицы открыт кинотеатр «Восток», в 1978 году — средняя школа с бассейном.
Действующие предприятия и организации:
- Детский сад № 66 — дом 13а
- Детский сад № 88 — дом 30
- Детский сад № 99 — дом 36
- Школа № 32 — дом 40